# Liptena flavicans
Liptena flavicans är en fjärilsart som beskrevs av Smith och Kirby 1891. Liptena flavicans ingår i släktet Liptena och familjen juvelvingar. Inga underarter finns listade i Catalogue of Life.